# サム・スタウト
サム・スタウト（Sam Stout、1984年4月23日 - ）は、カナダの男性総合格闘家。オンタリオ州ロンドン出身。チーム・トンプキンズ所属。元TKO世界ライト級王者。
ハンズ・オブ・ストーン（石の拳）の異名を持つ。

## 来歴
2005年5月4日、K-1 WORLD MAX 2005のオープニングファイトで朴光哲と対戦し、3-0の判定勝ち。
2006年3月4日、UFC初参戦となったUFC 58でスペンサー・フィッシャーと対戦し、2-1の判定勝ち。
2007年6月12日、UFC Fight Night: Stout vs. Fisherのメインイベントでスペンサー・フィッシャーと再戦し、0-3の判定負け。
2007年7月28日、シュートボクシング「無双〜MU-SO〜 其の参」のメインイベントで緒形健一と対戦予定であったが、脚の怪我により欠場した。
2009年4月18日、UFC 97でマット・ワイマンと対戦し、3-0の判定勝ち。ファイト・オブ・ザ・ナイトを受賞した。
2010年1月2日、UFC 108でジョー・ローゾンと対戦し、3-0の判定勝ち。2戦連続のファイト・オブ・ザ・ナイトを受賞した。
2010年5月8日、UFC 113でジェレミー・スティーブンスと対戦し、1-2の判定負け。3戦連続のファイト・オブ・ザ・ナイトを受賞した。
2011年6月11日、UFC 131でイーブス・エドワーズと対戦し、エドワーズの右フックに左フックを合わせKO勝ち。ノックアウト・オブ・ザ・ナイトを受賞した。
2012年6月22日、UFC on FX 4でスペンサー・フィッシャーと再戦し、3-0の判定勝ち。ファイト・オブ・ザ・ナイトを受賞した。
2013年6月15日、UFC 161でジェームス・クラウスと対戦し、ギロチンチョークで一本負け。ファイト・オブ・ザ・ナイトを受賞した。
2015年8月23日、UFC Fight Night: Holloway vs. Oliveiraでフランキー・ペレスと対戦し、パウンドでTKO負け。3連敗となり試合後に引退を表明した。

## 戦績

### 総合格闘技
| 総合格闘技 戦績 | 総合格闘技 戦績 | 総合格闘技 戦績 | 総合格闘技 戦績 | 総合格闘技 戦績 | 総合格闘技 戦績 | 総合格闘技 戦績 |
| --------------- | --------------- | --------------- | --------------- | --------------- | --------------- | --------------- |
| 33 試合         | (T)KO           | 一本            | 判定            | その他          | 引き分け        | 無効試合        |
| 20 勝           | 9               | 1               | 10              | 0               | 1               | 0               |
| 12 敗           | 3               | 3               | 6               | 0               | 1               | 0               |

| 勝敗 | 対戦相手                   | 試合結果                            | 大会名                                                  | 開催年月日     |
| ×    | フランキー・ペレス         | 1R 0:54 TKO（右フック→パウンド）    | UFC Fight Night: Holloway vs. Oliveira                  | 2015年8月23日  |
| ×    | ロス・ピアソン             | 2R 1:33 KO（左フック）              | UFC 185: Pettis vs. dos Anjos                           | 2015年3月14日  |
| ×    | KJ・ヌーンズ               | 1R 0:30 KO（右ストレート→パウンド） | UFC Fight Night: Bisping vs. Kennedy                    | 2014年4月16日  |
| ○    | コーディ・マッケンジー     | 5分3R終了 判定3-0                   | UFC on FOX 9: Johnson vs. Benavidez 2                   | 2013年12月14日 |
| ×    | ジェームス・クラウス       | 3R 4:47 ギロチンチョーク            | UFC 161: Evans vs. Henderson                            | 2013年6月15日  |
| ○    | カロス・フォドー           | 5分3R終了 判定2-1                   | UFC 157: Rousey vs. Carmouche                           | 2013年2月23日  |
| ×    | ジョン・マクデッシ         | 5分3R終了 判定0-3                   | UFC 154: St-Pierre vs. Condit                           | 2012年11月17日 |
| ○    | スペンサー・フィッシャー   | 5分3R終了 判定3-0                   | UFC on FX 4: Maynard vs. Guida                          | 2012年6月22日  |
| ×    | チアゴ・タバレス           | 5分3R終了 判定0-3                   | UFC 142: Aldo vs. Mendes                                | 2012年1月14日  |
| ○    | イーブス・エドワーズ       | 1R 3:52 KO（左フック）              | UFC 131: dos Santos vs. Carwin                          | 2011年6月11日  |
| ○    | ポール・テイラー           | 5分3R終了 判定2-1                   | UFC 121: Lesnar vs. Velasquez                           | 2010年10月23日 |
| ×    | ジェレミー・スティーブンス | 5分3R終了 判定1-2                   | UFC 113: Machida vs. Shogun 2                           | 2010年5月8日   |
| ○    | ジョー・ローゾン           | 5分3R終了 判定3-0                   | UFC 108: Evans vs. Silva                                | 2010年1月2日   |
| ○    | マット・ワイマン           | 5分3R終了 判定3-0                   | UFC 97: Redemption                                      | 2009年4月18日  |
| ×    | テリー・エティム           | 5分3R終了 判定0-3                   | UFC 89: Bisping vs. Leben                               | 2008年10月18日 |
| ×    | リッチ・クレメンティ       | 5分3R終了 判定1-2                   | UFC 83: Serra vs. St-Pierre 2                           | 2008年4月19日  |
| ○    | ペール・エクルンド         | 5分3R終了 判定3-0                   | UFC 80: Rapid Fire                                      | 2008年1月19日  |
| ○    | マルタン・グランモン       | 1R 3:00 KO（パンチ連打）            | TKO 30: Apocalypse 【TKO世界ライト級タイトルマッチ】    | 2007年9月8日   |
| ×    | スペンサー・フィッシャー   | 5分3R終了 判定0-3                   | UFC Fight Night: Stout vs. Fisher                       | 2007年6月12日  |
| ○    | ファビオ・ホーランダ       | 2R終了時 TKO（タオル投入）          | TKO 28: Inevitable 【TKO世界ライト級タイトルマッチ】    | 2007年2月9日   |
| ○    | ジェイ・エストラーダ       | 2R 1:21 腕ひしぎ十字固め            | TKO 27: Reincarnation 【TKO世界ライト級タイトルマッチ】 | 2006年9月29日  |
| ×    | ケニー・フロリアン         | 1R 1:46 チョークスリーパー          | The Ultimate Fighter 3 Finale                           | 2006年6月24日  |
| ○    | スペンサー・フィッシャー   | 5分3R終了 判定2-1                   | UFC 58: USA vs. Canada                                  | 2006年3月4日   |
| ○    | ドナルド・ウィメ           | 1R 4:43 KO（パンチ連打）            | TKO 23: Extreme 【TKO世界ライト級タイトルマッチ】       | 2005年11月5日  |
| ○    | ドナルド・ウィメ           | 5分3R終了 判定2-1                   | TKO 21: Collision 【TKO世界ライト級タイトルマッチ】     | 2005年7月15日  |
| ○    | テイラー・ジャクソン       | 5分3R終了 判定3-0                   | TKO 20: Champion vs. Champion                           | 2005年4月2日   |
| ○    | ジョーイ・ブラウン         | 1R 2:45 TKO（パンチ連打）           | TKO 19: Rage                                            | 2005年1月29日  |
| ○    | デイブ・グレ               | 3R 0:59 KO（ハイキック）            | TKO 18: Impact                                          | 2004年11月26日 |
| ○    | スティーブ・クラヴュー     | 1R 3:09 TKO（肘打ち）               | TKO 17: Revenge                                         | 2004年9月25日  |
| ○    | イーブス・ジャボウィン     | 1R 4:15 TKO（パンチ）               | TKO 16: Infernal                                        | 2004年5月22日  |
| △    | ジョーイ・クラーク         | 5分2R終了 引き分け                  | ICC: Trials                                             | 2004年3月12日  |
| ×    | ジェイ・エストラーダ       | 1R 2:14 チョークスリーパー          | Total Martial Arts Challenge                            | 2003年6月7日   |

### キックボクシング
| 勝敗 | 対戦相手 | 試合結果          | 大会名                                                                       | 開催年月日   |
| ○    | 朴光哲   | 延長R終了 判定3-0 | K-1 WORLD MAX 2005 〜世界一決定トーナメント開幕戦〜 【オープニングファイト】 | 2005年5月4日 |

## 獲得タイトル
- 第4代TKO世界ライト級王座（2005年）

## 表彰
- ブラジリアン柔術 青帯
- UFC ファイト・オブ・ザ・ナイト（6回）
- UFC ノックアウト・オブ・ザ・ナイト（1回）